# 溝口誠
溝口 誠（みぞぐち まこと）は、データイーストが開発・販売した対戦型格闘ゲーム『ファイターズヒストリー』シリーズに登場する架空のキャラクター。ゲーム上では基本的に姓の「MIZOGUCHI」と表記・呼称され、名前で呼称される機会は少ない。

## キャラクターの設定

### 『ファイターズヒストリー』シリーズ
学ランとハチマキ姿の「喧嘩百段」を自称する番長。
現役高校生であり、卒業を目標にベンガクに励んでいるが、最強を名乗る者には反応してしまい喧嘩百段・最強の番長は自分である事を誇示するため、グレートグラップルに毎回出場し、優勝する度に全地球爆拳闘大会にも出場、優勝を果たしている。
シリーズ最終作『溝口危機一髪』では主人公に抜擢され、通常のストーリーモードとは別に、その続きの物語となる『風雲快男児篇』においても主人公として活躍する。

### 『水滸演武』シリーズ
『水滸演武』のプレイステーション版に対戦専用の隠しキャラクターとして登場。セガサターンで発売された続編である『水滸演武 風雲再起』では通常選択キャラクターとし登場。ゲスト参戦であるため、ストーリーや設定は存在しない。

### 『KOF MAXIMUM IMPACT REGULATION "A"』
SNKプレイモア（現SNK）とジー・モード2社による『餓狼伝説』と『ファイターズヒストリー』のキャラクタ―を相互利用するクロスライセンスにより実現した出演。
原作『ファイターズヒストリー』シリーズのキャラクター設定を基に、独自解釈による新たなキャラとして仕上げている。中学生レベルにも満たないほど英語が苦手であり、THE KING OF FIGHTERS大会は自分が招待されていないので2流の大会、リョウ・サカザキは自分の技を真似ている等の思い込みから、どちらがホンモノかわからせることを目的にKOF大会招待者から実力で招待状を強奪しKOFに参加する。
原作に無いオリジナルの必殺技も多数搭載されている。CPU戦では通常の対戦相手として出現する事はなく、特定条件が満たされた場合のみ、ラストボスチームを倒した後に乱入してくる。

## 格闘ゲーム以外での登場

### 『JOE＆MACリターンズ』
『JOE＆MACリターンズ』に雑魚キャラクターとして登場。大量に出現し、「タイガーバズーカ」と「虎流砕」をボイス付きで放ってくる。当時のゲーム誌では「大変うるさい」と評されていた。

### 『餓狼伝説VS.ファイターズヒストリーダイナマイト』
上述、クロスライセンスにより実現したジー・モードによる携帯電話アプリのベルトスクロールアクションゲーム。『餓狼伝説』シリーズのテリー・ボガード、不知火舞と共に主人公として登場。

### 『喧嘩番長3 全国制覇』
『喧嘩番長3 全国制覇』に隠しキャラクターとして登場。彼を倒すと彼の鉢巻きが貰え、彼の必殺技の一つである「ごっついタイガーバズーカ」が習得でき、さらに彼自身も仲間にすることができる。

## 技の解説
タイガーバズーカ
飛び道具。「タイガーバズーカじゃ！」と叫びつつ虎の形をした気の塊を手から放つ。
ゲスト出演した『水滸演武 風雲再起』では、技中の台詞にちなんで「タイガーバズーカじゃ」という技名に変更されている。
語尾の「じゃ」の部分は『ファイターズヒストリー』シリーズにて声優を務めたデータイースト社員のアドリブであり、彼はこのアドリブを行った為に溝口の声優に抜擢されたという経緯がある。
虎流砕（こりゅうさい）
体制を低くしながら肘打ちを放つ。
空中連続蹴り（くうちゅうれんぞくげり）
突進技。ショートジャンプからのキックだが、追加でコマンドを入力し続けると空中にとどまって追加のキックを左右交互に数発くりだし、最後は足を振り下ろすように相手を上から蹴り叩く。格闘ゲームにおける追加入力の元祖である。
『水滸演武 風雲再起』では、技中の台詞にちなんで「チェスト」という技名に変更されている。
ごっついタイガーバズーカ
『ダイナマイト』から登場した「タイガーバズーカ」の強化版。通常の飛び道具より上位の扱いで通常の飛び道具を一方的にかき消して飛んでいく。
『水滸演武 風雲再起』では技中の台詞にちなんで「ごっついタイガーバズーカじゃ」という、こちらもあまり変わりのない技名になっている。また、同作ではボタンによる溜めの長さによって、飛ばす気の塊の大きさが変わる。
『KOF MIA』では1ゲージ消費の超必殺技に格上げされている。
通天砕（つうてんさい）
『ダイナマイト』から登場した対空技。オーラをまとったジャンピングアッパーだが、攻撃判定の一撃目を当てると巻き込ませて多段ヒットするような動作に変化するという特徴がある。
『KOF MIA』では2ゲージ消費の超必殺技に格上げされている。

### 『水滸演武』シリーズでの技
空中タイガーバズーカじゃ
「タイガーバズーカじゃ（タイガーバズーカ）」の空中版。斜め下と横に発射することができる。
威血路雨（いちろう）
気で作り上げたバットを振るう。単純に敵を殴る事も出来るが飛び道具を跳ね返す効果もある。
羊の呪い
究極奥義（超必殺技）。ピンク色の羊を出現させ、前方に子羊を発射させる。バウンドしながら飛んでいく子羊に当たった相手は同じピンクの羊の姿にされてしまう。羊に変身させるだけの技ではなく、羊に当たればダメージを受ける。
登場する羊の絵柄は、データイースト作品である『トリオ・ザ・パンチ』に出てくるボスの1つである羊と同じもの。

### 『KOF MIA』での技
剛覇天神（ごうはてんじん）、剛覇雷神（ごうはらいじん）、剛覇鬼神（ごうはきじん）、剛覇風神（ごうはふうじん）
4つとも「虎流砕」の弱バージョン中に出せる派生技。それぞれ攻撃の仕方は異なる。
戎（えびす）
突進して、目の前まで来ると相手を転ばせてから足を掴んで空中に放り投げる。
愚里虎（ぐりこ）
「戎」からの派生技で、虎型の炎を纏ったパンチを喰らわせる。
開運・下駄時雨（かいうん・げたしぐれ）
蹴り上げて下駄を上空に飛ばす。落ちてくる下駄にも攻撃判定がある。
元祖・チェストォ!
1ゲージ消費の超必殺技。空中連続蹴りの初段でそのまま相手を蹴り飛ばす。
爆衝・神鬼撃（ばくしょう・しんきげき）
2ゲージ消費の超必殺技。虎を象った爆炎を纏わせ、強烈なパンチを見舞う。
新世界
3ゲージ消費の超必殺技。ハチマキが千切れ飛ぶ程の気合を放出して、一定時間、攻撃力とガードクラッシュ能力を高める。使用中はガード出来ないが、弱点ダメージを受けなくなり、後述の「元祖・通天砕」を使えるようにもなる。ただし、効果が切れると予備のハチマキを締める動作に入り、無防備になってしまう。
元祖・通天砕
「新世界」中に出すことの出来る「通天砕」。技自体の性能は通常の「通天砕」と比べてあまり変わっていないが、通常必殺技のため、パワーゲージを一切消費せず、スーパーキャンセルで出せないという違いがある。なお、コマンドは『ファイターズヒストリー』シリーズでの「通天砕」のものと同じになっている。

## 声優
- GORILA（『ファイターズヒストリー』シリーズ。当時のデータイースト社員で、本名は森田典志〈もりた のりゆき〉、後にパオン社勤務）
- Kay稲毛（KOF MAXIMUM IMPACT REGULATION"A"、喧嘩番長3 全国制覇）

## 関連人物
- リョウ・サカザキ - 『KOF MIA』・自分のバッタモン（溝口談）